# Клей (округ, Северная Каролина)
Округ Клей (англ. Clay County) располагается в США, штате Северная Каролина. Официально образован в 1861 году. По состоянию на 2010 год, численность населения составляла 10 587 человек. Получил своё наименование в честь американского политического и военного деятеля Генри Клея.

## География
По данным Бюро переписи США, общая площадь округа равняется 572 км², из которых 557 км² суша и 16 км² или 2,67 % это водоемы.

## Население
По данным переписи населения 2000 года в округе проживает 8 775 жителей в составе 3 847 домашних хозяйств и 2 727 семей. Плотность населения составляет 16,00 человек на км2. На территории округа насчитывается 5 425 жилых строений, при плотности застройки около 10,00-ти строений на км2. Расовый состав населения: белые — 98,01 %, афроамериканцы — 0,80 %, коренные американцы (индейцы) — 0,33 %, азиаты — 0,09 %, гавайцы — 0,07 %, представители других рас — 0,15 %, представители двух или более рас — 0,56 %. Испаноязычные составляли 0,83 % населения независимо от расы.
В составе 23,50 % из общего числа домашних хозяйств проживают дети в возрасте до 18 лет, 59,80 % домашних хозяйств представляют собой супружеские пары проживающие вместе, 7,50 % домашних хозяйств представляют собой одиноких женщин без супруга, 29,10 % домашних хозяйств не имеют отношения к семьям, 26,30 % домашних хозяйств состоят из одного человека, 14,40 % домашних хозяйств состоят из престарелых (65 лет и старше), проживающих в одиночестве. Средний размер домашнего хозяйства составляет 2,25 человека, и средний размер семьи 2,68 человека.
Возрастной состав округа: 18,60 % моложе 18 лет, 6,20 % от 18 до 24, 22,80 % от 25 до 44, 29,80 % от 45 до 64 и 29,80 % от 65 и старше. Средний возраст жителя округа 47 лет. На каждые 100 женщин приходится 94,90 мужчин. На каждые 100 женщин старше 18 лет приходится 91,40 мужчин.
Средний доход на домохозяйство в округе составлял 31 397 USD, на семью — 38 264 USD. Среднестатистический заработок мужчины был 29 677 USD против 19 529 USD для женщины. Доход на душу населения составлял 18 221 USD. Около 7,80 % семей и 11,40 % общего населения находились ниже черты бедности, в том числе — 14,60 % молодежи (тех, кому ещё не исполнилось 18 лет) и 13,00 % тех, кому было уже больше 65 лет.